# Babismo

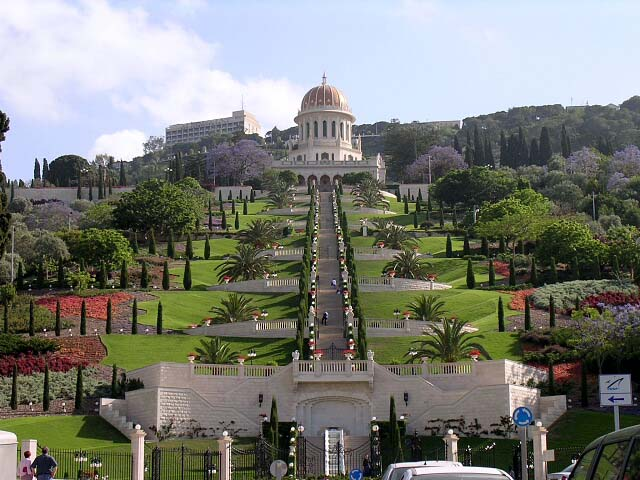
Centro Mundial Bahá'í, em Haifa, Israel.

A Fé Babi é a religião messiânica fundada na Pérsia em 1844, por Siyyid 'Ali-Muhammad, autointitulado, o Báb. "Báb" significa "a Porta" pois considerava-se como "a porta que conduz para o conhecimento da Verdade Divina" e para "uma nova era na história da humanidade". É considerada pelos Bahá'ís como a primeira Revelação da Era Bahá'í.

## História
Inicialmente os Babís eram estritos observadores dos costumes islâmicos. O Livro "Rituals in Babism and Baha'ism", de Denis MacEoin, registra a seguinte passagem do Báb: "O que Maomé declarou lícito, permanecerá lícito até o dia do Juízo, e o que ele declarou ilícito permanecerá ilícito até o dia do Juízo."
Entretanto em 1848 a história do babismo sofreu uma mudança brusca quando seu fundador clamou ser ele mesmo o Qa'’im, o Imã prometido do Islão que chegaria no fim dos tempos. O movimento Babí tornou-se então um movimento estritamente reformador e revolucionário.
A reação do clero muçulmano foi forte e imediata. O Báb, assim como seus seguidores, foi humilhado, difamado, agredido, preso, espancado, encarcerado e finalmente executado em praça pública. Em um período não maior de cinco anos cerca de 20 mil de seus seguidores morreram em uma série de massacres violentos por toda a Pérsia. Os restos mortais do Báb repousam hoje em Israel, sob uma cúpula dourada na baía de Haifa, no Centro Mundial Bahá'í.

## Prática religiosa
A perseguição que os Babís sofreram se deve principalmente à natureza essencialmente revolucionária desta nova Fé. O Báb estabeleceu novas práticas de oração e jejum e aboliu as orações congregacionais. Também escreveu uma série de cartas e livros que segundo seus seguidores superaram e explicaram o Alcorão. O Báb também compôs uma enorme variedade de orações e instruiu seus seguidores sobre novas práticas religiosas, como por exemplo:
- Aboliu o uso de véus entre as mulheres;
- Trocou a saudação islâmica allahu akbar (Deus é o Grande) por allahu abha (Deus é o Glorioso);
- Permitiu o uso de anéis, lápides e tatuagens;
- Reformou as leis de matrimônio, divórcio e herança;
- Pregou a construção de novos locais de adoração;
- Estabeleceu como local de peregrinação Sua casa em Shiráz, na Pérsia;
- Modificou a Lei de Pureza, incluindo permissão dos homens para o uso de ouro e seda;
- Criou um novo calendário, baseado em 19 meses de 19 dias cada.

Muitas das exigências do Babismo nunca foram implementadas, dado o curto ministério de seu fundador. Essas foram modificadas por Bahá'u'lláh.

## Doutrina religiosa
Segundo os babis, o objetivo de todas estas mudanças bruscas na prática religiosa, anunciava o fim da Charia Islâmica e o início de uma nova Charia. De fato, a incessante mensagem de seu fundador era que ele mesmo tinha a missão de preparar a humanidade para a vinda de um outro manifestante de Deus, muito maior do que ele em glória e autoridade e que em breve viria a se manifestar. Atualmente existem poucos babis no mundo, conhecidos como azalis, pois a grande maioria de seus adeptos aderiu a Fé Bahai, a partir da anunciação da missão de Bahá'u'lláh em 1863.

## O Bayan Persa
O Bayán (Exposição) Persa é o livro sagrado do Babismo. Foi escrito em persa pelo Báb enquanto era prisioneiro na fortaleza conhecida como Máh-Kú. O Bayan Persa é composto de nove Vahíds (Unidades), com dezenove capítulos cada uma, perfazendo um total de oito mil versículos. Trata-se de um monumental repositório de leis cujos objetivos principais eram:
1. Revogar leis do Islão, embora sustentando a missão divina de Maomé, do mesmo modo que Maomé antes reconheceu a origem divina de Jesus Cristo, mas ab-rogou alguns preceitos do evangelho.
2. Fornecer uma interpretação para o significado de certos termos e figuras que ocorreram frequentemente nos livros sagrados de eras anteriores.
3. Tecer os mais nobres elogios para "Aquele que Deus tornará Manifesto" (Bahá'u'lláh), preparando assim seus seguidores a reconhecê-lo e recebê-lo quando Ele chegar.